# Mańka Dowling
Mańka Dowling-Skibińska (ur. 1937 w Patkowie-Józefowie) – polska malarka tworząca w Wielkiej Brytanii.

## Życiorys
W 1961 rozpoczęła studia na Wydziale Malarstwa warszawskiej Akademii Sztuk Pięknych, uczyła się w pracowniach Jana Cybisa i Rajmunda Ziemskiego. W 1967 ukończyła uczelnię otrzymując dyplom z wyróżnieniem, trzy lata później na stałe opuściła kraj i zamieszkała w Wielkiej Brytanii. Początkowo pracowała w redakcji prasowej czasopisma dla naturystów, co miało wpływ na tematykę jej ówczesnej twórczości. Podczas pierwszej indywidualnej wystawy, która miała miejsce w londyńskiej Woodstock Gallery tematem przewodnim prac była erotyka. Całość wystawionej kolekcji została zakupiona przez osobę indywidualną, a za uzyskane środki artystka udała się w podróż do Grecji. Tam narodził się pomysł malarstwa trójwymiarowego, ale ten rodzaj twórczości długo czekał na właściwy odbiór. To sprawiło, że kolejna wystawa indywidualna miała miejsce dziewięć lat po debiucie. Mańka Dowling podróżowała po Ameryce Południowej, przez kilka lat przebywała w Caracas, gdzie uczyła rysunku i malarstwa. Podróżowała po południowej Europie i północnej Afryce. Przebywała również w Nowym Jorku, gdzie wizyty w Museum of Modern Art i Muzeum Guggenheima wpłynęły na jej dalszą twórczość. Początkowo tworzyła abstrakcyjne przestrzenie rozświetlane punktami świetlnymi, obecnie tworzy ekspresyjne portrety, barwne kwiaty i fikcyjne pejzaże. Część twórczości obejmuje nawiązujące do sztuki naiwnej pejzaże polskiej wsi, które charakteryzuje brak perspektywy. Tworzy również malarstwo ścienne i hologramowe. Prace Mańki Dowling były wystawiane w Londynie, Waszyngtonie, Monte Carlo, Goeteborgu i Warszawie.